# Katowice Open
Il Katowice Open è stato un torneo femminile di tennis che si giocava a Katowice in Polonia. Faceva parte della categoria International in sostituzione del Danish Open e si giocava su campi sintetici indoor

## Albo d'oro

### Singolare
| Anno | Campionessa               | Finalista     | Punteggio        |
| ---- | ------------------------- | ------------- | ---------------- |
| 2013 | Roberta Vinci             | Petra Kvitová | 7–6(2), 6–1      |
| 2014 | Alizé Cornet              | Camila Giorgi | 7–6(3), 5–7, 7–5 |
| 2015 | Anna Karolína Schmiedlová | Camila Giorgi | 6–4, 6–3         |
| 2016 | Dominika Cibulková        | Camila Giorgi | 6–4, 6–0         |

### Doppio
| Anno | Campionesse                                     | Finaliste                              | Punteggio        |
| ---- | ----------------------------------------------- | -------------------------------------- | ---------------- |
| 2013 | Lara Arruabarrena Vecino Lourdes Domínguez Lino | Ioana Raluca Olaru Valerija Solov'ëva  | 6–4, 7–5         |
| 2014 | Julija Bejhel'zymer Ol'ga Savčuk                | Klára Koukalová Monica Niculescu       | 6–4, 5–7, [10–7] |
| 2015 | Ysaline Bonaventure Demi Schuurs                | Gioia Barbieri Karin Knapp             | 7–5, 4–6, [10–6] |
| 2016 | Eri Hozumi Miyu Katō                            | Valentina Ivachnenko Marina Mel'nikova | 3–6, 7–5, [10–8] |